# FR2 (materiale)
FR2 (o FR-2, "Flame Resistant n.2", cioè "resistente alla fiamma n.2", anche noto come Pertinax) è la designazione NEMA di un materiale composito realizzato impregnando carta con una matrice di resina fenolica ed utilizzato nella manifattura di circuiti stampati.

## Applicazioni
Un foglio di FR-2 con applicato uno strato di laminato di rame su uno od entrambi i lati è ampiamente utilizzato nella costruzione di dispositivi elettronici di consumo di fascia bassa. Benché le sue caratteristicheelettriche e meccaniche siano inferiori a quelle dell'FR4, rispetto a questo è significativamente più economico. Non è adatto a dispositivi installati su veicoli in quanto le continue vibrazioni possono far propagare le cricche del substrato isolante causanto interruzioni nelle tracce circuitali di rame. Senza lo strato di rame, l'FR2 è talvolta utilizzato per semplici elementi strutturali e per isolamento elettrico.

## Proprietà
LW (length wise, warp yarn direction) e CW (cross wise, fill yarn direction) indicano l'orientamento della fibra nel piano del pannello.
| Parametro            | Valore                       |
| -------------------- | ---------------------------- |
| Costante dielettrica | 4,5 (alla frequenza di 1MHz) |
| Fattore di merito    | 3,8–41,7 (@ 1 MHz)           |
| Rigidità dielettrica | 29 MV/m                      |

## Lavorazione
FR-2 può essere lavorata per trapanazione, segatura, fresatura e punzonatura a caldo. La punzonatura a freddo e la tranciatura sono sconsigliate in quanto lasciano un bordo frastagliato e tendono a causare fessurazioni. È possibile utilizzare attrezzature in acciaio rapido sebbene per la produzione ad alto volume siano preferiti utensili in carburo di tungsteno.
Un'adeguata ventilazione o protezioni respiratorie sono indispensabili durante la lavorazione in quanto da questa sono rilasciati vapori tossici.

## Nomi commerciali e sinonimi
- Carta
- Haefelyt
- Lamitex
- Paxolin, Paxoline
- Pertinax
- Phenolic paper
- Preßzell
- Repelit
- Synthetic resin bonded paper (SRBP)
- Turbonit
- Veroboard
- Wahnerit